# أبلتون بي كلارك جونيور
أبلتون بي كلارك جونيور (بالإنجليزية: Appleton P. Clark, Jr.)‏ هو مهندس معماري أمريكي، ولد في 13 نوفمبر 1865 في واشنطن العاصمة في الولايات المتحدة، وتوفي في 25 مارس 1955 في سانت بيترسبرغ في الولايات المتحدة.